# Anguera (kommun)
Anguera är en kommun i Brasilien.   Den ligger i delstaten Bahia, i den östra delen av landet, 1 000 km öster om huvudstaden Brasília. Antalet invånare är 10 248.
Följande samhällen finns i Anguera:
- Anguera

Omgivningarna runt Anguera är huvudsakligen savann. Runt Anguera är det ganska glesbefolkat, med 35 invånare per kvadratkilometer.